# Анкаш
Анкаш (на испански: Ancash) е един от 25-те региона на южноамериканската държава Перу. Разположен е в западната част на страната на Тихия океан. Анкаш е с площ от 35 914,41 км². Регионът има население от 1 083 519 жители (по преброяване от октомври 2017 г.).

## Провинции
Анкаш е разделен на 20 провинции, които са съставени от 166 района. Някои от провинциите са:
1. Касма
2. Окрос
3. Санта